# Кесслер, Иоганн
Иоганн Кесслер (нем. Johann Kessler; 1502, Санкт-Галлен — 7 марта 1574, там же) — швейцарский теолог-протестант.
По ремеслу шорник. В 1522 г. отправился на встречу с Мартином Лютером. По возвращении деятельно занимался толкованием Библии. Он написал хронику «Sabbata», изданную санкт-галленским историческим обществом в «Mitteilungen zur vaterländischen Geschichte» (вып. V—X); это ценный труд по истории Реформации.